# Podstata
Podstata čili substance (z latinského sub-stantia, podloží, základ; kalk řeckého hypo-stasis) je filosofický pojem, který chce zachytit stálou a neměnnou stránku jsoucna, to, co věc činí tím, čím je (lišku liškou, stůl stolem atd.) Na rozdíl od akcidentů či případků (např. velký, červený), které patří vždy nějaké substanci, substance existuje sama o sobě a svou existencí nezávisí na ničem jiném. Do dějin filosofie zavedl tento velmi významný pojem Aristotelés a pracovala s ním celá západní tradice metafyziky, včetně scholastiky.

## Aristotelská filosofie
Ve snaze zachytit ty nejobecnější rysy každého jsoucna inspiroval se Aristotelés jazykem a gramatikou. Také jazyk totiž rozlišuje mezi samostatnými jsoucny (úsiai, věci), která zůstávají samy sebou, i když se některé jejich vlastnosti (akcidenty, případky) mohou měnit. Změny se mohou týkat například kvantity (odpověď na otázku „kolik?“ - růst či úbytek hmotnosti), kvality (odpověď na otázku „jaký?“ - onemocnění nebo uzdravení), vztahů apod. Při těchto změnách se určení podstaty (řecky οὐσία úsiá) sice mění, avšak nemění se podstata sama. Lze tedy říci, že podstata má samostatné bytí, existuje sama o sobě (est in se) a při proměnách zůstává nezměněna, na rozdíl od případků neboli akcidentů (více méně nahodilých vlastností)), které jsou vždycky jen vlastnostmi nějaké substance.
Podstatné vlastnosti jsou ty vlastnosti, které jsou nutné, kdežto případečné či akcidentální vlastnosti jsou ty, které jsou kontingentní čili nahodilé. Např. hodnota zlata, která je dána zvyklostmi, je případkem zlata – zlato by zůstalo zlatem, i kdyby se jeho cena změnila. Avšak kdyby zlato nebylo kovem, už by nebylo zlatem, protože být kovem náleží k jeho podstatě.
Vztah mezi podstatou a případky je vztahem mezi možností a uskutečněním, neboť podstata je vůči případkům v možnosti. Podstata i případky se tak navzájem podmiňují, neboť podstata je uskutečněna pouze v konkrétních akcidentech. Tento vztah je vztahem dialektickým.

### První a druhá podstata
Aristotelés rozlišuje mezi:
- první substancí neboli také individuální substancí (Tento člověk zde; tento kůň zde),
- druhou substancí, která je esencí první substance, tedy druhem, k němuž individuální podstata náleží. Výrokem „Pavel je člověk“ se vypovídá druhá substance (člověk) o první substanci (Pavel).[1]

## Křesťanská teologie
O další vývoj pojmu substance se výrazně přičinila křesťanská teologie, která hledala filosofické vyjádření pro Boží Trojici – jednoho Boha ve třech osobách (řecky hypostasis). Na rozdíl od aristotelské tradice, pro niž byla podstata v prvé řadě hmotná (látková), je zde hlavní charakteristikou společné božské podstaty svoboda a vůle, rysy jednotlivé osoby.

## Racionalismus
Pojem substance má zásadní význam pro novověký racionalismus. Descartes definuje substanci jako „to, co ke své existenci nic jiného nepotřebuje“, rozlišuje však substanci nestvořenou, jíž je Bůh, a substance stvořené, závislé pouze na Bohu, který je udržuje. Stvořené substance jsou dvojího druhu, rozlehlé (res extensa) a myslící (res cogitans). Ještě radikálněji myslí pojem substance Spinoza, pro něhož existuje jen jedna, nutně nekonečná a neomezená substance, totiž Bůh.
Pojem substance hraje ústřední roli také v „monadologii“ G. W. Leibnize: monáda čili jednoduchá substance však není myšlena jako neomezená, nýbrž právě jako dílčí a jedinečná. Jistou roli hraje substance ještě v raném díle Immanuela Kanta, v pozdějším („kritickém“) díle však její význam slábne, možná i pod vlivem kritiky D. Huma, pro něhož je představa stálé substance s proměnnými atributy jen důsledek lidského zvyku (habit).